# Dracaena paraguayensis
Dracaena paraguayensis (nomeada, em inglês, Paraguay Caiman Lizard; em espanhol, Tejú jakare ou Viborón - PAR - e, em português, Lagarto-jacaré ou Víbora-do-pantanal - BR - embora não seja uma cobra peçonhenta da família Viperidae; uma Víbora verdadeira) é uma espécie de réptil Squamata da família Teiidae, endêmica da região do Pantanal, no Mato Grosso, Mato Grosso do Sul e Paraguai. Foi classificada em 1950 por Afrânio do Amaral, no texto Two New South American Lizards (revista Copeia, nº 4.; págs. 281-284). Dracaena paraguayensis é diurno, solitário, anfíbio e semi-arbóreo, não apresentando dimorfismo sexual acentuado.

## Descrição
Trata-se de um animal com 120 centímetros de comprimento e coloração arenosa, com grandes escamas ovoides (em forma de ovos) em sua face dorsal, formando linhas transversais bem definidas, entre as quais se encontram pequenas escamas irregulares. As escamas abdominais são pequenas e estreitas, com a cauda possuindo duas cristas paralelas, de escamas afiadas, ao longo de sua superfície. Sua cabeça possui forma piramidal. Tais caracteres o fazem, muitas vezes, ser confundido com um jacaré-do-pantanal, que habita o mesmo bioma e também apresenta hábitos anfíbios.

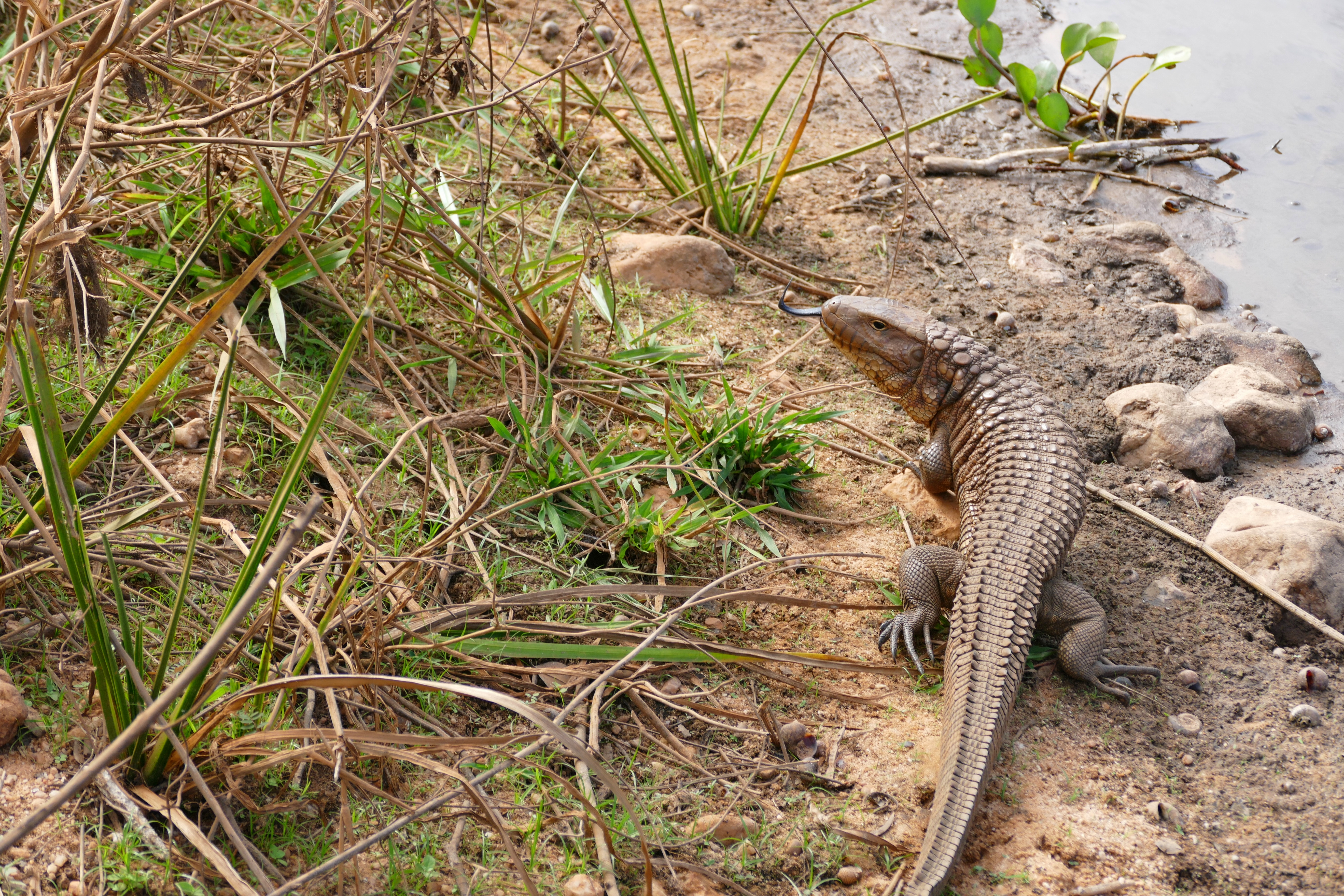
Fotografia de Dracaena paraguayensis (Lagarto-jacaré ou Víbora-do-pantanal) em Poconé, sul do Mato Grosso.

## Habitat, hábitos e alimentação
Seu habitat são lagos, pântanos, rios, diques e riachos tropicais da região do Pantanal, onde caçam e alimentam-se de moluscos caramujos do gênero Pomacea (Ampulariidae: Mesogastropoda) com os seus dentes molariformes e músculos mandibulares, adaptados para quebrar e esmagar conchas; caçando-as a uma profundidade de cerca de 30 centímetros, entre as folhas da margem, e depois trazendo-as para a superfície, a fim de mastigá-las. Na terra firme, refugia-se em buracos e cupinzeiros. Apesar da denominação de Víbora-do-pantanal, não procura atacar, quando pode escapar, e também não possui veneno.